# Cubo de basura

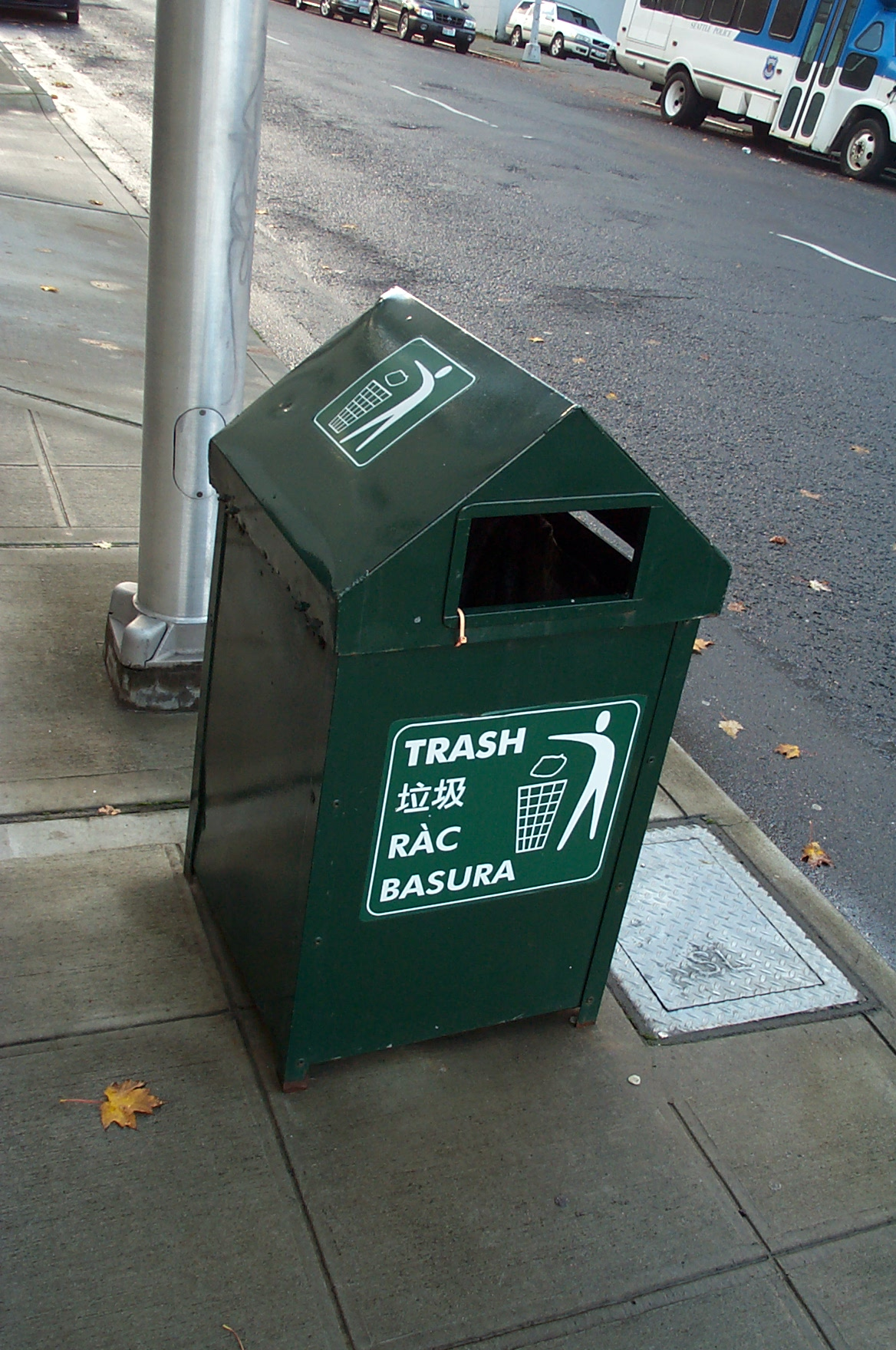
Un cubo de basura en Seattle, Estado de Washington, en cuatro idiomas, español, inglés, vietnamita y chino.

Un cubo, bote o  Contenedor de basura, también llamado zafacón o safacón en Puerto Rico y la República Dominicana, tacho en Perú, Ecuador, Argentina y Bolivia,tinaco en Panamá, o basurero en varios otros países; es un recipiente usado para almacenamiento temporal de basuras que está normalmente hecho de metal o plástico. El contenedor grande de basura también es denominado volqueta.
La mayoría de los cubos de basura disponen de una tapa superior para evitar los olores y prevenir la presencia de fauna nociva, como animales o insectos,  algunos disponen de pedales que abren la tapa cuando se pisan. 
En los cubos de basura de interior suele ponerse una bolsa de basura para facilitar la retirada de los desechos.
Los contenedores callejeros suelen ser de tres tipos: cubos (receptáculos metálicos hechos a menudo de hojalata o acero), contenedores (grandes receptáculos similares a cubas) y contenedores con ruedas (cubos ligeros, normalmente de plástico, fáciles de mover).
Todos ellos son vaciados por los basureros, que vierten su contenido en un camión de basura que llevan hasta una planta de clasificación de residuos, una planta de reciclaje, a un vertedero o incineradora para vaciarlo. 
Algunos edificios de viviendas cuentan con cubos de basura verticales que suelen ser rampas o ductos internos de basura, sistemas diseñados para que los residentes puedan deshacerse de sus residuos sin necesidad de salir de sus viviendas. Estos cubos suelen estar ubicados en los pasillos o áreas comunes de cada piso y conducen directamente a un gran receptáculo o contenedor de basura situado en el sótano o en una zona específica del edificio. Dependiendo del diseño, algunas instalaciones cuentan con compartimentos separados para la clasificación de residuos reciclables y orgánicos, facilitando su gestión. Además, estos sistemas ayudan a mejorar la higiene y reducir olores en las áreas habitacionales, además de que facilitan la eliminación de desechos, minimizando la acumulación en los pasillos o espacios comunes del edificio.
También existe el cubo de reciclaje, una versión del cubo tradicional diseñado para recibir objetos que pueden ser reciclados para fabricar nuevos productos. Estos cubos se clasifican en diferentes categorías (normalmente representadas por colores) que determinan qué puede depositarse en ellos, por ejemplo cristal, papel, plásticos, entre otros. Los contenidos de este cubo se llevan a una planta de reciclaje para ser procesados.

## Historia y evolución
El concepto de cubo de basura surgió con el crecimiento de las ciudades y la necesidad de gestionar los residuos de forma eficiente. En Filadelfia, a finales del siglo XVIII, por iniciativa de Benjamin Franklin, se iniciaron los servicios sanitarios con la eliminación de la basura en las calles. En el siglo XIX, con la industrialización, las urbes comenzaron a implementar sistemas de recolección de desechos, lo que llevó al desarrollo de recipientes específicos para su almacenamiento temporal. A lo largo del tiempo, estos recipientes han evolucionado en diseño y materiales, incorporando características como tapas herméticas, sistemas de pedal y separación de residuos para reciclaje.

## Impacto ambiental y educación
El uso correcto de los cubos de basura no solo contribuye a mantener limpios los espacios urbanos, sino que también tiene un impacto significativo en la reducción de contaminación y la conservación de recursos naturales. Campañas educativas y programas gubernamentales han buscado concientizar a la población sobre la importancia de la separación y el reciclaje.

## Tipos de cubos o contenedores de basura
Los cubos de basura se clasifican según su uso, material y sistema de recolección:

### Según su uso
- Domésticos: Diseñados para interiores y exteriores de viviendas, suelen ser pequeños y pueden incluir sistemas de separación de residuos reciclables y orgánicos.
- Urbanos: Ubicados en calles y espacios públicos, están fabricados con materiales resistentes y pueden tener tapas automáticas o pedales.
- Industriales: Utilizados en fábricas, almacenes y grandes superficies, son de mayor capacidad y pueden incluir sistemas de compactación.

### Según el material
- Plástico: Ligeros, económicos y resistentes a la corrosión. Son comunes en entornos domésticos y urbanos.
- Metal: Fabricados en acero inoxidable o galvanizado, son más duraderos y resistentes a impactos y condiciones climáticas adversas.
- Biodegradables: Hechos de materiales compostables, buscan reducir la contaminación por plásticos.

### Según el sistema de recolección
- Manual: Se vacían de forma tradicional, generalmente mediante bolsas de basura.
- Automatizados: Diseñados para sistemas de recolección mecanizados, como los contenedores de carga lateral o superior.
- Inteligentes: Incorporan sensores para detectar el nivel de residuos y optimizar su recolección.

### Sistemas de elevación y vaciado de contenedores de basura
Los contenedores de basura empleados en la recolección de residuos urbanos e industriales pueden contar con diferentes sistemas de elevación y vaciado, diseñados para optimizar su manejo y mejorar la eficiencia operativa.
- Carga trasera: Es el método más tradicional, en el cual los contenedores son vaciados en la parte trasera del camión recolector, ya sea manualmente o mediante un sistema hidráulico.
- Carga lateral: Se emplea en contenedores de mayor capacidad, permitiendo que un brazo mecánico lateral realice el levantamiento y vaciado sin necesidad de intervención manual.
- Carga frontal: Utilizado en contenedores de gran tamaño, principalmente en zonas industriales y comerciales, este sistema permite que el camión recolector inserte sus brazos mecánicos en compartimientos delanteros del contenedor para levantarlo y vaciarlo.[5]

## Contenedores de basura en España

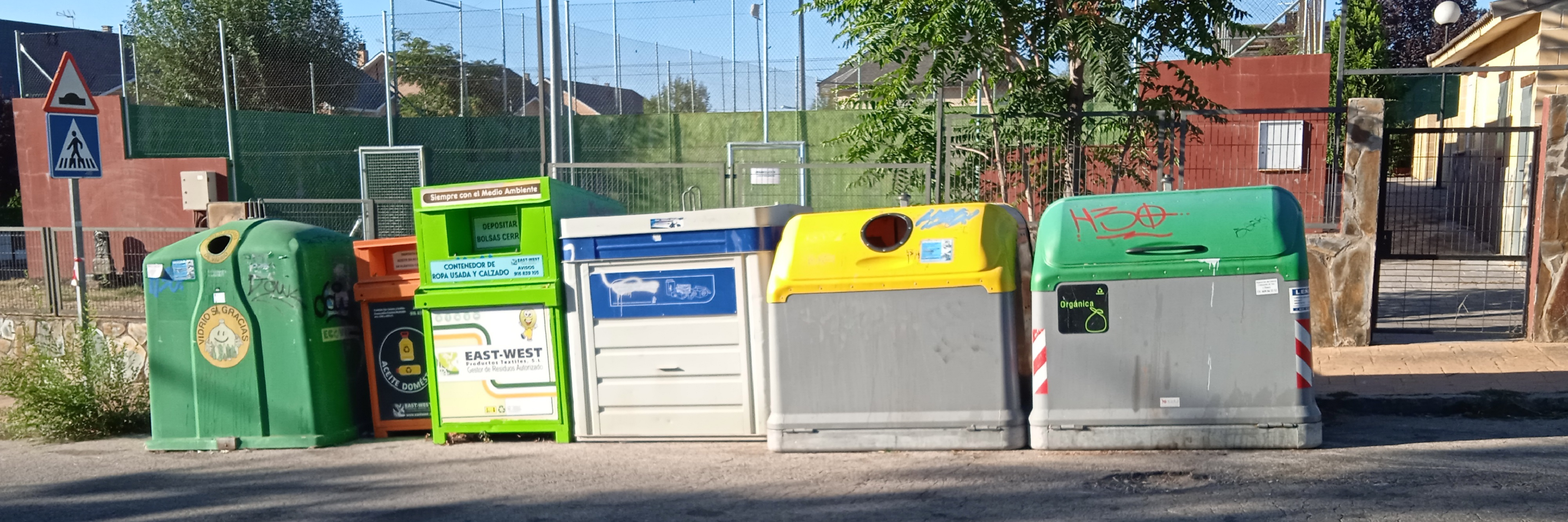
Contenedores de residuos y de reciclaje en Alpedrete (España)

España cuenta con un sistema de recolección de residuos bien estructurado, basado en la separación y reciclaje. Existen diferentes tipos de contenedores, diferenciados por colores, que facilitan la gestión de los desechos urbanos y comerciales.
Los contenedores de basura utilizados en España están dirigidos a los residuos domésticos y comerciales. Son contenedores de plástico que están pintados en diferentes colores para su sencilla identificación.
De este modo encontramos:
1. Contenedor azul.[7] Para residuos de papel y cartón
2. Contenedor amarillo.[8] Para residuos de envases de plástico y metal
3. Contenedor verde.[9] Para residuos de vidrio
4. Contenedor marrón.[10] Para residuos orgánicos
5. Contenedor gris.[11] Para residuos mezclados.

Estos contenedores están ubicados en calles, parques y áreas residenciales, y su contenido es recolectado periódicamente para su tratamiento en plantas de reciclaje o eliminación en vertederos controlados. Son vaciados periódicamente en camiones de transporte para su destino en plantas de clasificación de residuos o plantas de tratamiento de residuos urbanos. Los contenedores pueden llevar un sensor de nivel conectado con la central de los camiones de recogida, de manera que el camión puede planificar su ruta, vaciando los contenedores más llenos y dejando para más adelante los más vacíos. Esto se denomina gestión inteligente de residuos, o smart waste.
Los residuos industriales son recogidos y gestionados por empresas de gestión de residuos que valorizan los residuos que pueden y eliminan el resto.
Para los demás residuos, como escombros, residuos peligrosos, etc., las poblaciones grandes cuenta con uno o más puntos limpios donde se admiten de manera gratuita estos residuos.

## Contenedores de basura en México

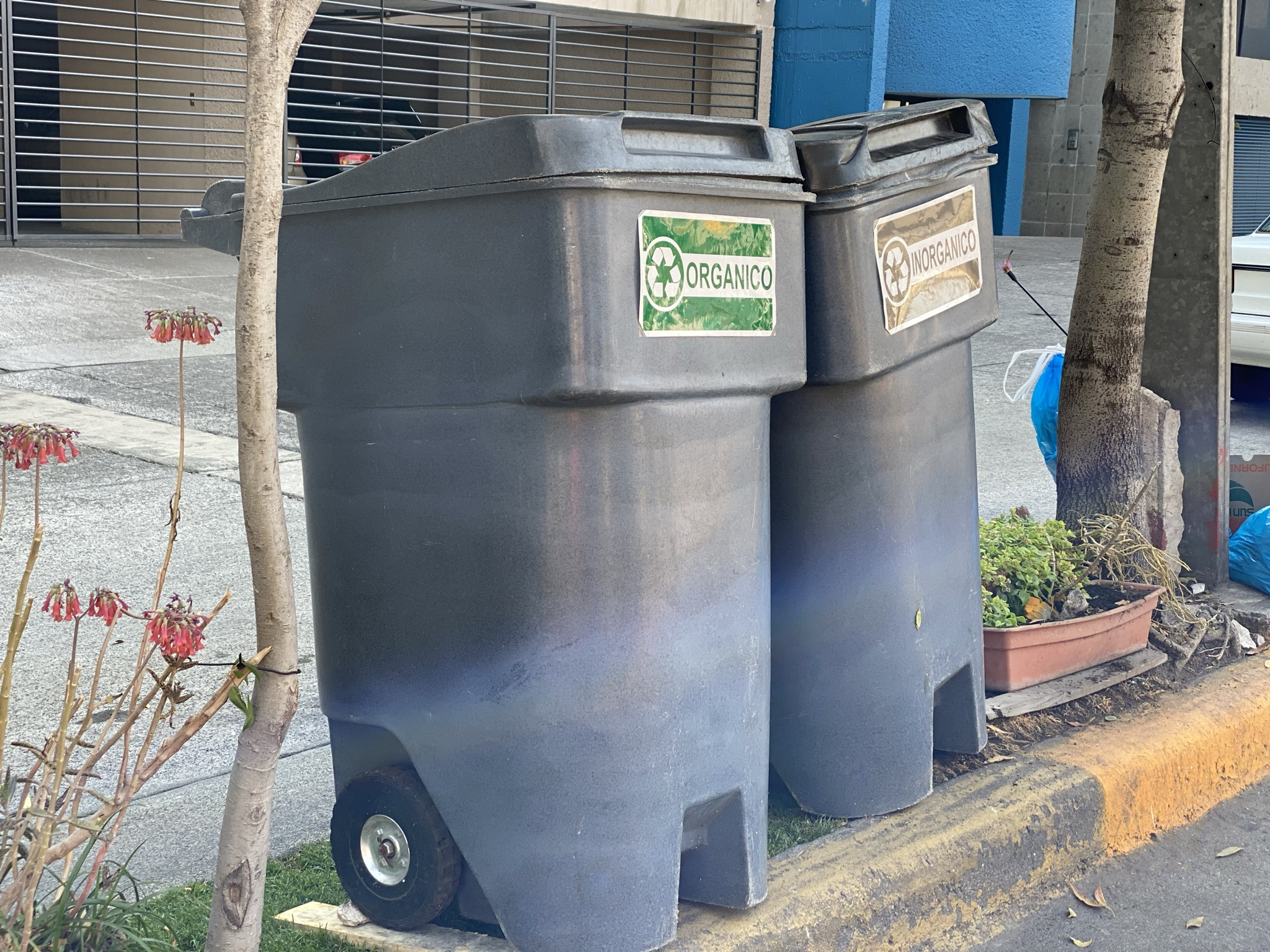
Contenedores de basura para residuos orgánicos e inorgánicos en Naucalpan, Estado de México

### Historia y evolución en México
En México, la gestión de residuos ha sido un desafío creciente debido al aumento de la población y la urbanización. Antes de la formalización de los sistemas de recolección, los desechos eran arrojados en espacios abiertos o cuerpos de agua. En la década de 1950, con el crecimiento de las principales ciudades del país, se implementaron servicios de recolección municipal que incluían el uso de cubos y tambos metálicos para el almacenamiento de basura en los hogares.
Durante las últimas décadas, varias ciudades han incorporado contenedores diferenciados para promover el reciclaje y mejorar la gestión de residuos sólidos urbanos. En la Ciudad de México, el programa Basura Cero ha impulsado la separación de residuos orgánicos e inorgánicos, colocando contenedores específicos en espacios públicos. En la Universidad Nacional Autónoma de México UNAM, donde existen más de 4,200 cubos de basura y 499 contenedores de basura de un metro cúbico de capacidad, se ha implementado un sistema para reducir su impacto ecológico. Este sistema ha reemplazado los antiguos cubos con sistema de vaciado basculante, que facilitaban la entrada y salida de pequeños animales silvestres que accidentalmente caían dentro en busca de alimento, por nuevos contenedores de basura, ubicados junto a paredes y de difícil inclinación.
México cuenta con diversas leyes y reglamentos para la gestión de residuos, los cuales establecen directrices para el uso de cubos de basura y la recolección de desechos:
- Ley General para la Prevención y Gestión Integral de los Residuos: Regula la separación, reciclaje y manejo de residuos en el país, promoviendo la reducción de desechos y la valorización de materiales reciclables.
- Ley de Residuos Sólidos de la Ciudad de México: Establece las bases para la recolección, separación y disposición de residuos en la capital, incluyendo el uso de contenedores diferenciados.
- Normas municipales: Cada estado y municipio cuenta con regulaciones específicas sobre el tipo y ubicación de los cubos de basura en espacios públicos y privados.

## Otros usos
- En informática, en los sistemas operativos con interfaz de usuario gráfica, el "cubo de basura" es un icono con esa forma en el que se depositan los archivos que se quieren borrar (normalmente arrastrando y soltando). Posteriormente evolucionó a una "papelera de reciclaje", tanto en aspecto como en funcionalidad, pues los archivos depositados en ella podían ser recuperados en caso de haber sido eliminados por error .

## Galería de imágenes

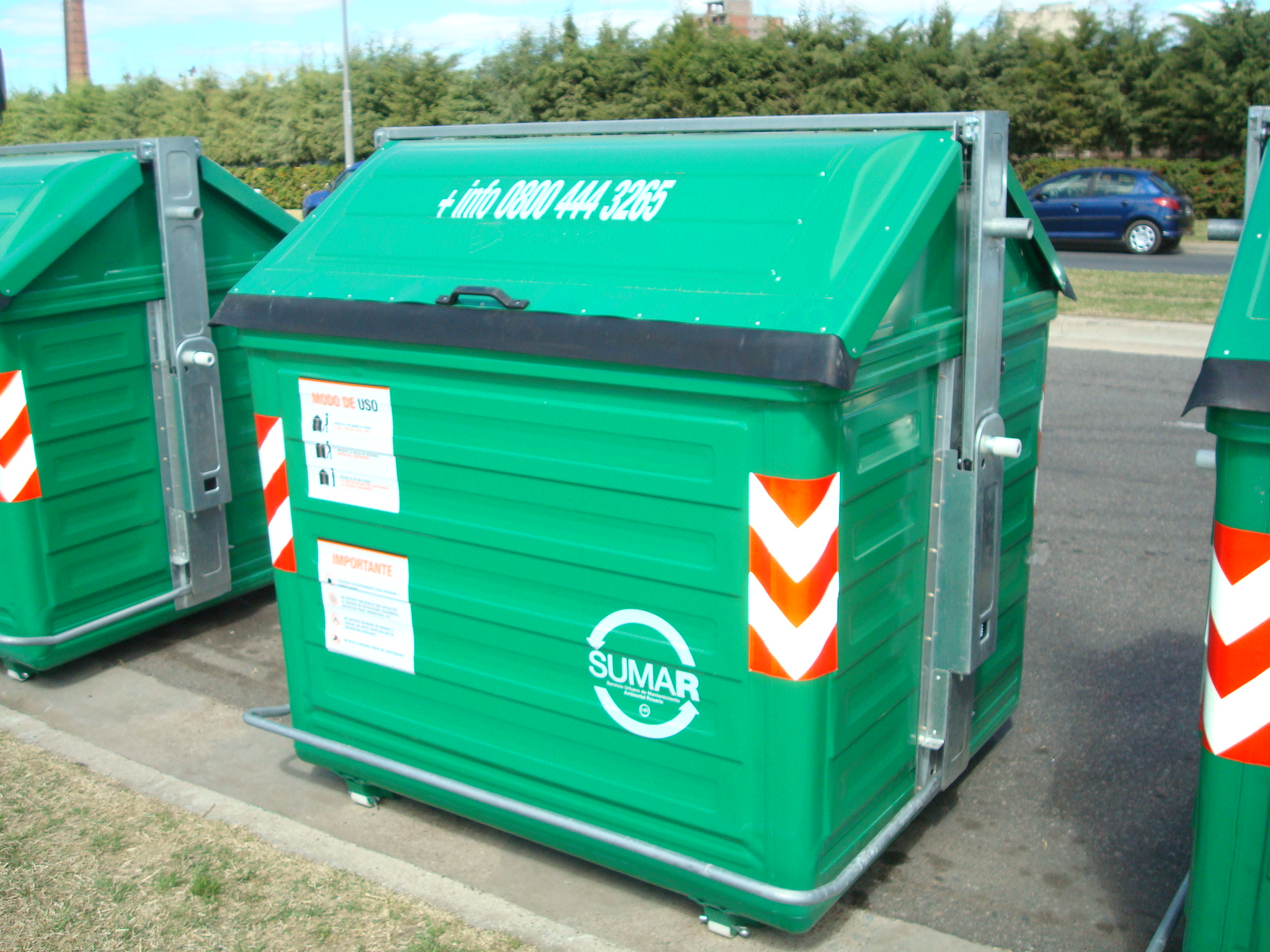
Contenedores de basura o volquetas[16] en Rosario, Argentina.
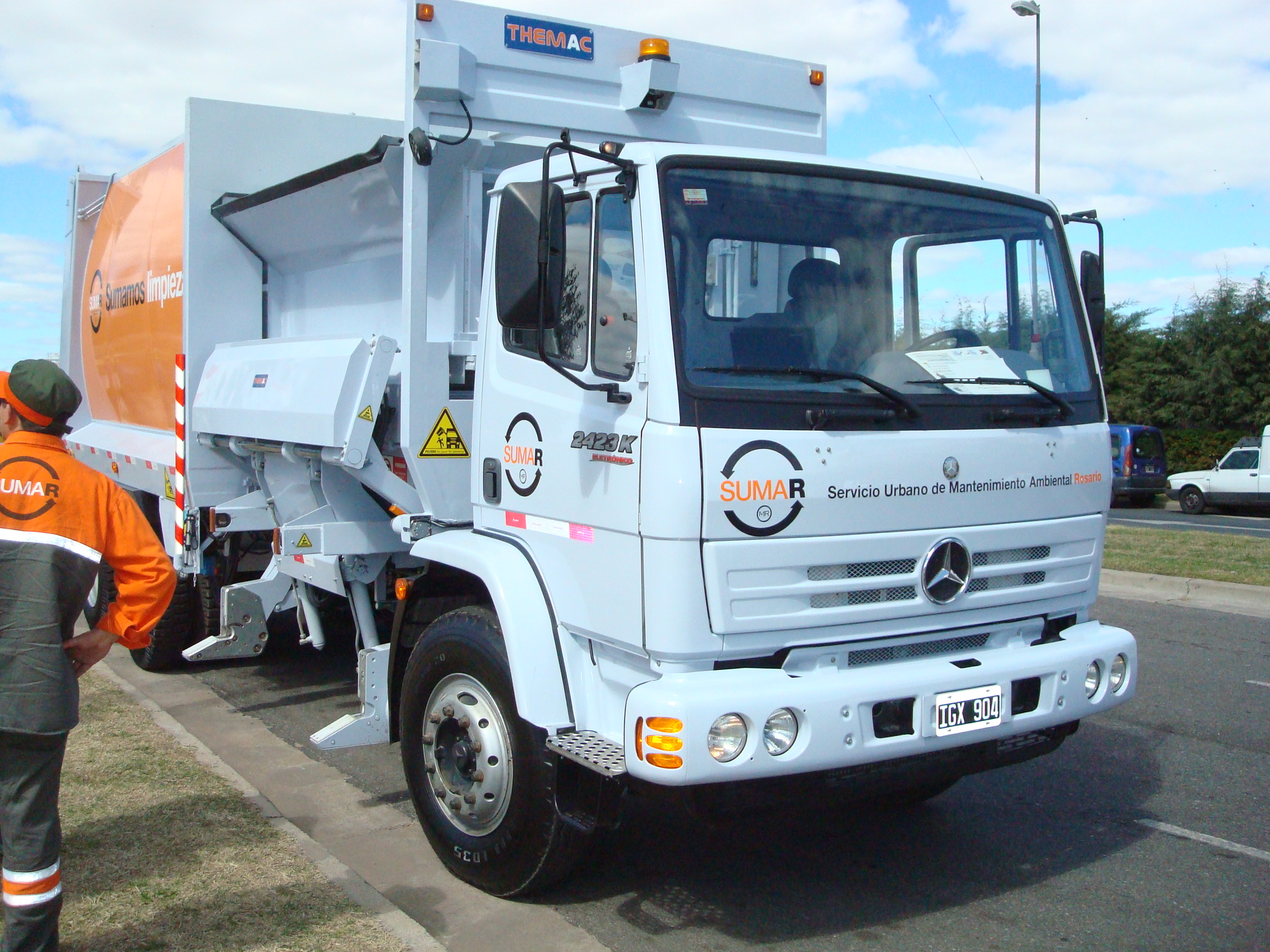
Camión de basura recogiendo los contenedores ya mostrados.
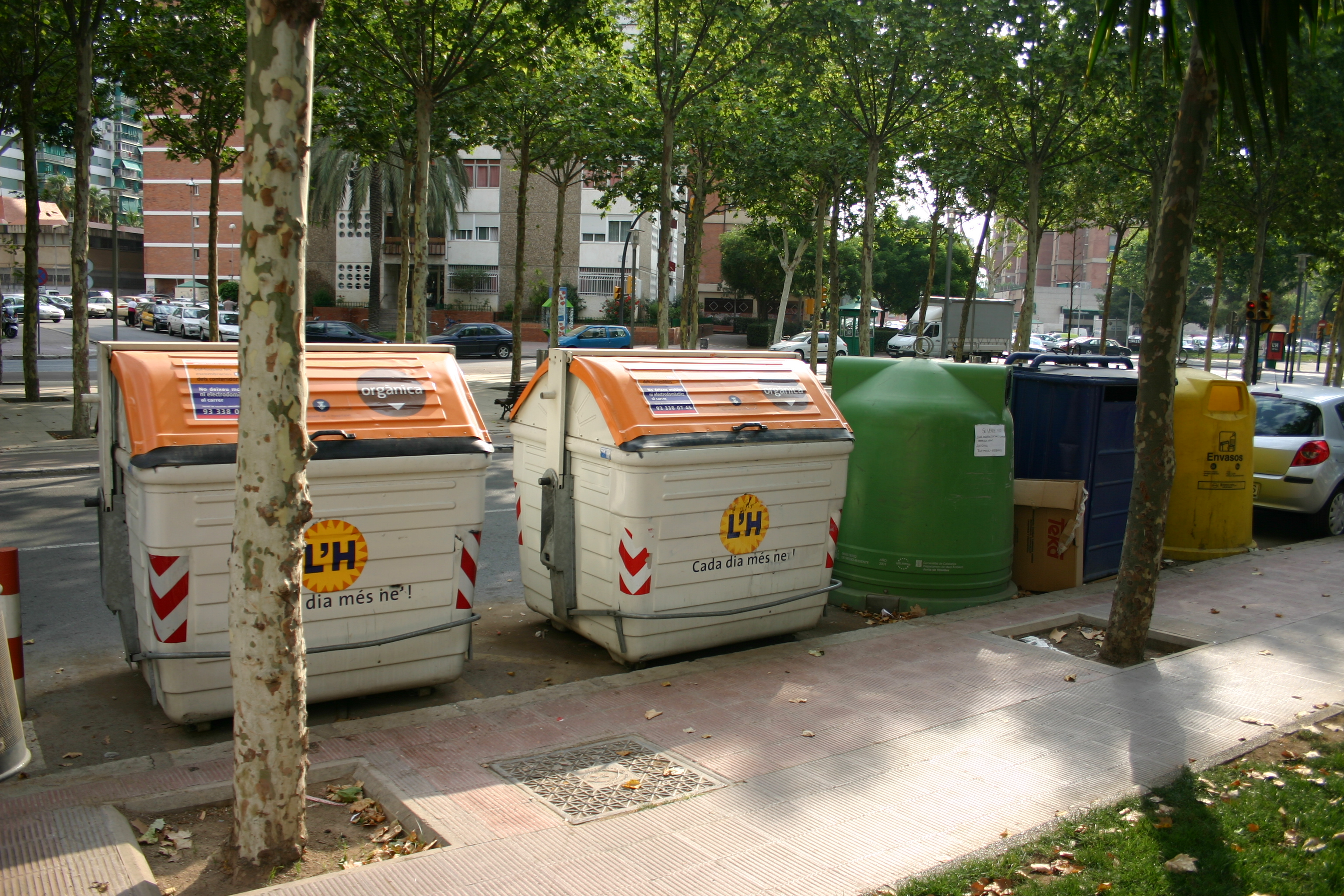
Contenedores diferenciando los de basura y reciclaje en Hospitalet de Llobregat (Barcelona), España.
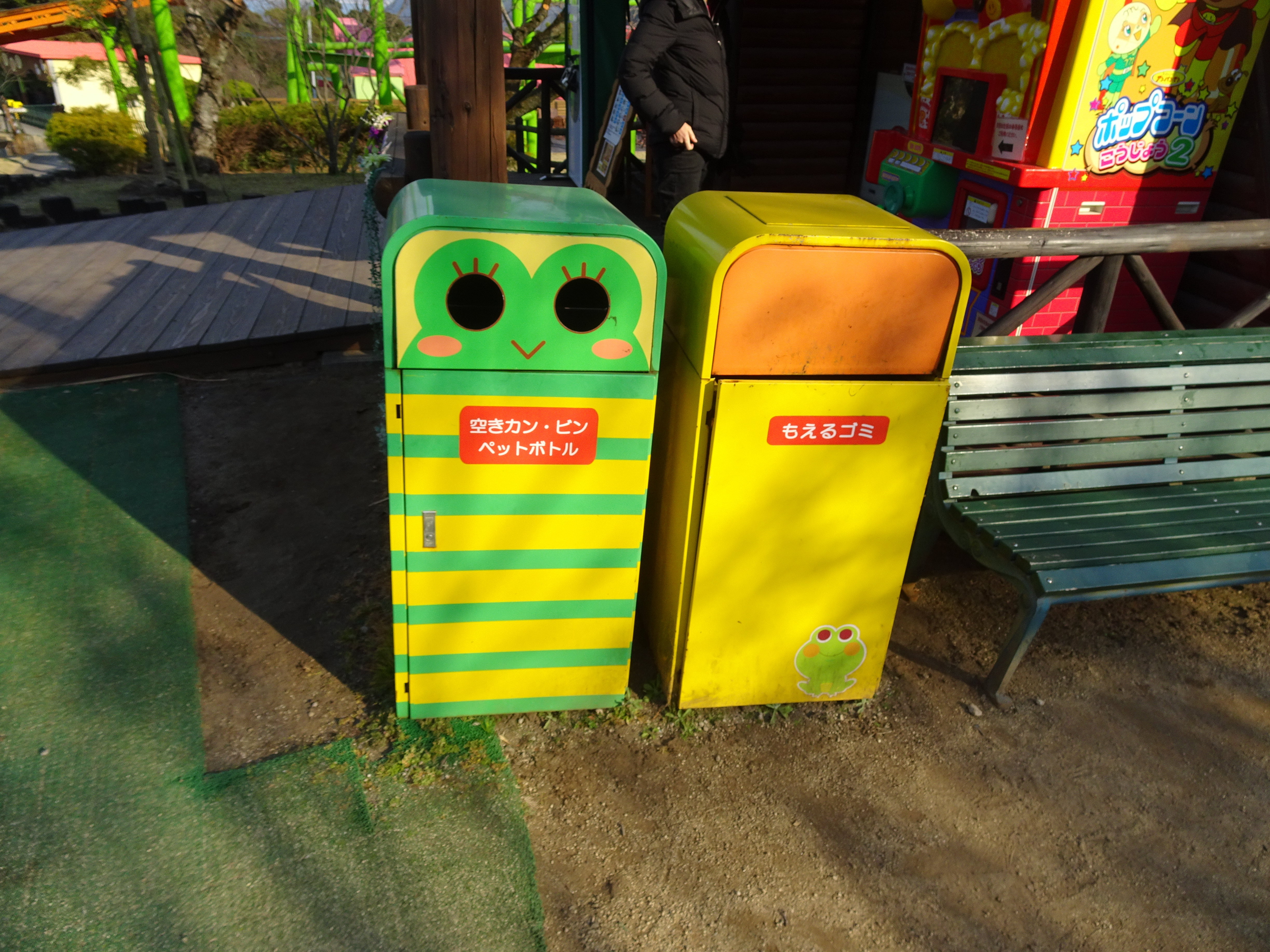
Parque de atracciones, Japón.